# مسلسل بوابة القدس
مسلسل «بوابة القدس-الطريق إلى باب الواد» مسلسل تلفزيوني تاريخي اجتماعي أنتجته المؤسسة العربية للإنتاج والتوزيع الفني عام 2011 ويتناول فصول النكبة الفلسطينية من وحهة نظر المقاتلين العسكريين والمدنيين الأردنيين والفلسطينيين والعرب المشاركين في حرب 1948.

## نجوم العمل
1. ياسر المصري
2. نادرة عمران
3. ركين سعد
4. نبيل المشيني
5. عبير عيسى
6. عبد الكريم القواسمي
7. رشيد ملحس
8. عاكف نجم
9. محمد العبادي
10. بكر القباني.

## انتاج واخراج
- تأليف: رياض سيف
- إخراج: رضوان شاهين
- لمنتج: المؤسسة العربية للإنتاج والتوزيع الفني/ألبير حداد

## الجوائز
ذهبية مهرجان الإذاعة والتلفزيون لأفضل عمل درامي 